# Abrucena
Abrucena (in maurischer Zeit Laurisana genannt) ist ein südspanischer Ort und eine Gemeinde (municipio) mit insgesamt 1.235 Einwohnern (Stand: 2024) im Süden der Provinz Almería in der autonomen Region Andalusien.

## Lage und Klima
Der Ort Abrucena liegt auf einem Hügel am Oberlauf des Río Nacimiento im Osten der Sierra Nevada etwa 75 km (Fahrtstrecke) nordwestlich der am Mittelmeer gelegenen Provinzhauptstadt Almería in einer Höhe von ca. 980 m. Abrucena hat einen Autobahnanschluss an die Autovía A-92. Das Klima ist gemäßigt bis warm; der eher spärliche Regen (ca. 350 mm/Jahr) fällt – mit Ausnahme der meist extrem trockenen Sommermonate – verteilt übers Jahr.

## Bevölkerungsentwicklung
| Jahr      | 1857 | 1900 | 1981 | 2000 | 2020 |
| Einwohner | 2026 | 2227 | 2427 | 1455 | 1183 |

Die Mechanisierung der Landwirtschaft, die Aufgabe bäuerlicher Kleinbetriebe („Höfesterben“) und der daraus resultierende Verlust von Arbeitsplätzen hatte in der zweiten Hälfte des 20. Jahrhunderts einen immer noch anhaltenden Bevölkerungsschwund zur Folge.

## Wirtschaft
In arabisch-maurischer Zeit und noch bis ins 20. Jahrhundert hinein lebten die Bewohner des Ortes als Selbstversorger von den Erträgen ihrer Felder und Hausgärten. Außerdem wurde in geringem Umfang auch Viehzucht (v. a. Schafe, Ziegen und Schweine) betrieben; Esel wurden als Tragtiere gehalten. Dieser Zustand änderte sich erst mit dem Ausbau der Infrastruktur im 20. Jahrhundert. Heute dominieren Olivenbäume und Mandelbaumplantagen. Im Ort selbst haben sich Kleinhändler, Handwerker und Dienstleister aller Art angesiedelt.

## Geschichte
Auf dem Gemeindegebiet wurden prähistorische Kleinfunde entdeckt. Auch römische Siedlungsfunde sind vorhanden; westgotische Spuren fehlen jedoch. Es ist davon auszugehen, dass Berber aus den Bergregionen des Maghreb im 8. Jahrhundert die eigentlichen Gründer des Ortes waren, der im ausgehenden 15. Jahrhundert von den Christen rückerobert (reconquista), aber noch für kurze Zeit dem letzten Emir von Granada, Boabdil, als Lehen überlassen wurde. Viele Mauren aus dem Süden Spaniens zogen sich in dieser Zeit in die abgelegenen Berge der Alpujarras zurück; vereinzelte Versuche zur endgültigen Christianisierung schlugen fehl, doch erst nach den Moriskenaufständen der Jahre 1499 bis 1501 und 1568 bis 1571 wurden die letzten Muslime zu Beginn des 17. Jahrhunderts ausgewiesen bzw. umgesiedelt. Danach verfiel der Ort und erlangte erst allmählich durch Neusiedler aus anderen Teilen der Iberischen Halbinsel seine ursprüngliche Größe wieder.

## Sehenswürdigkeiten

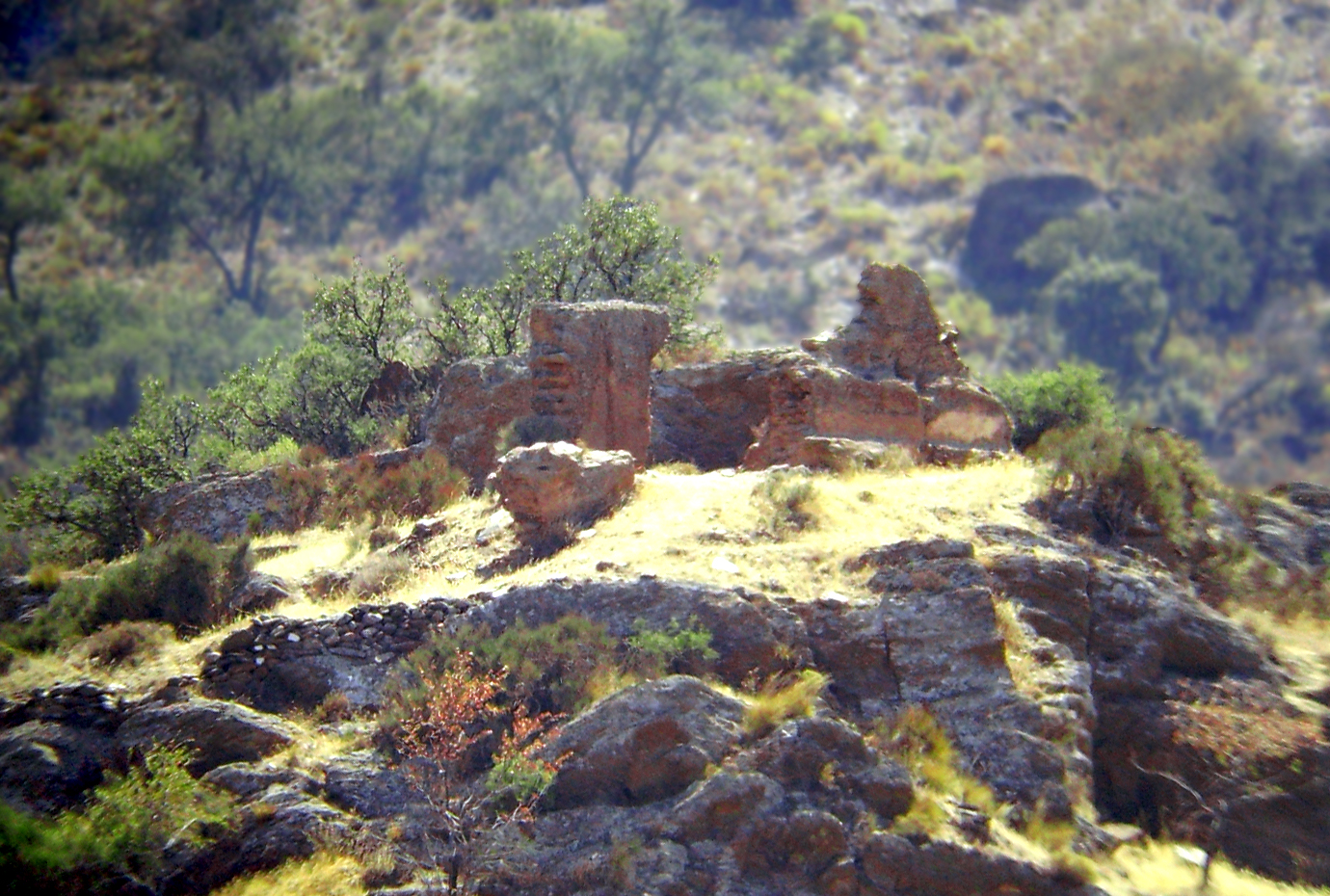
Abrucena – Ruinen der Maurenburg (El Castillejo)

- Die heute in Ruinen liegende Maurenburg (El Castillejo) entstand wahrscheinlich im 11./12. Jahrhundert.[6]
- Die zumeist aus Bruchsteinen gemauerten, aber verputzten und weißgetünchten Häuser im alten Ortskern haben allesamt Flachdächer. Einige Abschnitte der Gassen des Ortes sind überbaut (tinaos).
- Die im Mudéjar-Stil erbaute Iglesia de Nuestra Señora de la Anunciación ist der Verkündigung an Maria geweiht; sie entstand in der Zeit um 1600 an der Stelle einer älteren, in der Zeit der Moriskenaufstände zerstörten Kirche. In der zweiten Hälfte des 19. Jahrhunderts wurde die Kirche restauriert und im Inneren auch modernisiert. Langhaus und Apsis werden jedoch wie ehedem von hölzernen Flachdecken überspannt.
- Einige Kapellen (ermitas) und repräsentative Wohnbauten (palacios) bereichern das Ortsbild.